# GEVER
GEVER („GEschäftsVERwaltung“, auch als „GeVer“ abgekürzt) dient in der Schweiz als Sammelbegriff für die elektronische Aktenführung v. a. in der öffentlichen Verwaltung und gilt als eine der Grundlagen für E-Government. In Deutschland entspricht das Konzept der E-Akte am ehesten dem Konzept GeVer.
Eine Software für Geschäftsverwaltung gestattet es Geschäfte und die dazugehörenden Dokumente, Adressen und E-Mails zu verwalten. Ein Geschäft oder Teile davon können in einem Workflow abgearbeitet werden. Der Begriff Geschäftskontrolle wird teilweise synonym verwendet.
GEVER-Software wurde auf allen drei Ebenen der öffentlichen Verwaltung in der Schweiz eingeführt:
- in gewissen Gemeinden
- in gewissen Organisationseinheiten in einzelnen Kantonen
- in bestimmten Bundesämtern und anderen Organisationseinheiten auf Bundesebene

Das Programm "GEVER Bund", gestartet 2008, wurde Ende 2012 abgeschlossen. Es hatte – ähnlich wie auch DOMEA in Deutschland und ELAK in Österreich – zum Ziel, die organisatorischen und fachlichen Grundlagen der elektronischen Geschäftsverwaltung in der Bundesverwaltung zu erarbeiten, einen Anforderungskatalog, d. h. Interoperabilität, Prozessintegration, integrale Sicherheit und Legal compliance (Regelkonformität), zu erarbeiten sowie eine Plattform für durchgehende politische Prozesse einzurichten („Überdepartementale Prozesse“). GEVER basiert auf ISO 15489 und hat einen engen Bezug zu MoReq, dem Standard der Europäischen Kommission und des DLM-Forums.

## eCH
Der Verein eCH hat eine Reihe von Normen und Methoden in seine eCH-Standards (Records Management und Geschäftsverwaltung) aufgenommen, darunter
- eCH-0002: Records Management (publiziert am 23. Juni 2003)
- eCH-0026: Umsetzungshilfen Records Management (publiziert am 15. Dezember 2005)
- eCH-0037: GEVER Vorgaben Bund (publiziert am 11. Oktober 2005)
- eCH-0038: Records Management Framework – Informationsmanagement im E-Government (publiziert am 15. August 2006)
- eCH-0039: E-Government-Schnittstelle (publiziert am 12. September 2012)
- eCH-0147: Nachrichtengruppe GEVER (publiziert am 28. Juni 2012)
- eCH-0160: Archivische Ablieferungsschnittstelle SIP (publiziert am 24. Juni 2015)
- eCH-0164: Lebenszyklusmodell für Geschäfte (publiziert am 4. September 2014)
- eCH-0192: Records Management-/GEVER-Terminologie (publiziert am 19. Januar 2015)

Diese entfalten dadurch eine Breitenwirkung in kantonalen und kommunalen Verwaltungen sowie bei Herstellern von entsprechenden Dokumentenmanagementsystemen.
eCH ist ein gemeinnütziger Verein, der die Zusammenarbeit privater und öffentlicher Partner fördert. Mitglieder von eCH sind der Bund, alle Kantone, diverse Gemeinden, rund 120 Unternehmen sowie verschiedene Hochschulen, Verbände und Privatpersonen. Die Mitglieder des Vereins engagieren sich ehrenamtlich. Die Ergebnisse sind öffentlich zugänglich.